# Grand Prix Detroitu 1982
Grand Prix Detroitu 1982 (oficiálně 1st Detroit Grand Prix) se jela na okruhu Detroit street circuit v Detroitu v Michiganu ve Spojených státech amerických dne 6. června 1982. Závod byl sedmým v pořadí v sezóně 1982 šampionátu Formule 1.

## Závod
| Poř.   | No. | Jezdec             | Konstruktér     | Počet kol | Čas/Odstoupení | Pořadí na startu | Body |
| ------ | --- | ------------------ | --------------- | --------- | -------------- | ---------------- | ---- |
| 1      | 7   | John Watson        | McLaren-Ford    | 62        | 1:58:41.043    | 17               | 9    |
| 2      | 25  | Eddie Cheever      | Ligier-Matra    | 62        | + 15.726       | 9                | 6    |
| 3      | 28  | Didier Pironi      | Ferrari         | 62        | + 28.077       | 4                | 4    |
| 4      | 6   | Keke Rosberg       | Williams-Ford   | 62        | + 1:11.976     | 3                | 3    |
| 5      | 5   | Derek Daly         | Williams-Ford   | 62        | + 1:23.757     | 12               | 2    |
| 6      | 26  | Jacques Laffite    | Ligier-Matra    | 61        | + 1 kolo       | 13               | 1    |
| 7      | 17  | Jochen Mass        | March-Ford      | 61        | + 1 kolo       | 18               |      |
| 8      | 29  | Marc Surer         | Arrows-Ford     | 61        | + 1 kolo       | 19               |      |
| 9      | 4   | Brian Henton       | Tyrrell-Ford    | 60        | + 2 kola       | 20               |      |
| 10     | 16  | René Arnoux        | Renault         | 59        | + 3 kola       | 15               |      |
| 11     | 20  | Chico Serra        | Fittipaldi-Ford | 59        | + 3 kola       | 26               |      |
| NC     | 15  | Alain Prost        | Renault         | 54        | + 8 kol        | 1                |      |
| Ret    | 12  | Nigel Mansell      | Lotus-Ford      | 44        | Motor          | 7                |      |
| Ret    | 8   | Niki Lauda         | McLaren-Ford    | 40        | Kolize         | 10               |      |
| Ret    | 3   | Michele Alboreto   | Tyrrell-Ford    | 40        | Smyk           | 16               |      |
| Ret    | 23  | Bruno Giacomelli   | Alfa Romeo      | 30        | Kolize         | 6                |      |
| Ret    | 11  | Elio de Angelis    | Lotus-Ford      | 17        | Převodovka     | 8                |      |
| Ret    | 10  | Eliseo Salazar     | ATS-Ford        | 13        | Smyk           | 25               |      |
| Ret    | 14  | Roberto Guerrero   | Ensign-Ford     | 6         | Kolize         | 11               |      |
| Ret    | 2   | Riccardo Patrese   | Brabham-Ford    | 6         | Kolize         | 14               |      |
| Ret    | 22  | Andrea de Cesaris  | Alfa Romeo      | 2         | Řazení         | 2                |      |
| Ret    | 31  | Jean-Pierre Jarier | Osella-Ford     | 2         | Zapalování     | 22               |      |
| Ret    | 9   | Manfred Winkelhock | ATS-Ford        | 1         | Smyk           | 5                |      |
| Ret    | 18  | Raul Boesel        | March-Ford      | 0         | Kolize         | 21               |      |
| Ret    | 30  | Mauro Baldi        | Arrows-Ford     | 0         | Kolize         | 24               |      |
| DNS    | 32  | Riccardo Paletti   | Osella-Ford     |           |                | 23               |      |
| DNQ    | 19  | Emilio de Villota  | March-Ford      |           |                |                  |      |
| DNQ    | 1   | Nelson Piquet      | Brabham-BMW     |           |                |                  |      |
| DNQ    | 33  | Jan Lammers        | Theodore-Ford   |           |                |                  |      |
| Zdroj: |     |                    |                 |           |                |                  |      |

## Průběžné pořadí po závodě
Pohár jezdců
| Pořadí | Jezdec           | Body |
| ------ | ---------------- | ---- |
| 1      | John Watson      | 26   |
| 2      | Didier Pironi    | 20   |
| 3      | Alain Prost      | 18   |
| 4      | Keke Rosberg     | 17   |
| 5      | Riccardo Patrese | 13   |
| Zdroj: |                  |      |

Pohár konstruktérů
| Pořadí | Konstruktér   | Body |
| ------ | ------------- | ---- |
| 1      | McLaren-Ford  | 38   |
| 2      | Ferrari       | 26   |
| 3      | Williams-Ford | 26   |
| 4      | Renault       | 22   |
| 5      | Lotus-Ford    | 14   |
| Zdroj: |               |      |